# Chabzewo
Chabzewo (kaszb. Chabzewò) – kaszubska osada śródleśna w Polsce na Pojezierzu Bytowskim położona w województwie pomorskim, w powiecie bytowskim, w gminie Studzienice. Osada wchodzi w skład sołectwa Studzienice. W kierunku zachodnim znajduje się rezerwat przyrody Bukowa Góra nad Pysznem.
W latach 1975–1998 miejscowość administracyjnie należała do województwa słupskiego.